# Lam Sai Wing
Lam Sai-wing (林世榮T) (Pingzhou, 1860 – Pingzhou, 1943) è stato un artista marziale cinese.
Uno dei migliori esperti di arti marziali del suo tempo, fu sicuramente uno dei più famosi.
Lam Sai-wing (林世榮, Lin Shirong in Pinyin) è un famoso praticante di Hongjiaquan. Soprannominato Zhurou Rong (猪肉荣, Glorioso Maiale).

## La vita
Lin Shirong è nato nel 1860 a Pingzhou (平洲), nell'area di Nanhai (南海), nella provincia di Guangdong.
Inizia molto presto lo studio del Pugilato della Famiglia Hong con suo nonno (Lin Fucheng, 林福成), che poi lo raccomanda al maestro Wu Quanmei (吴全美). Egli studiò in particolare la forma Tiexianquan, Tid Sin Kuen, (铁线拳) e lo stile Foquan (佛拳).
In questi anni, Lin era impiegato in una macelleria.
Lin Shirong proseguì la sua formazione con Wong Fei-hung (黄飞鸿).
In seguito Lin Shirong insegnò pugilato nella città di Canton. Qui successe un grave incidente che lo costrinse a lasciare la città: a causa di alcuni suoi allievi indisciplinati fu coinvolto in una rissa, con un altissimo numero di feriti (si racconta che lui sia stato l'unico ad uscirne indenne), che ne rovinò la reputazione.
In questo modo egli fu costretto a ritirarsi ad Hong Kong dove aprì una nuova scuola.
A partire dal 1917 redasse, con la collaborazione di Zhu Yuzhai, Zhang Shibiao e Li Shihui, suoi allievi, tre opere: 1) Gongzi Fuhuquan (工字伏虎拳,), che presenta uno dei più antichi Taolu dell'Hongjiaquan; 2) Tiexianquan (铁线拳), che descrive un esercizio di accrescimento della forza interna, la cui creazione è attribuita a Tie Qiaoshan; 3) Huhe Shuangxingquan (虎鹤双形拳), che propone una forma molto popolare dell'Hongjiaquan, attribuita da alcuni a Huang Feihong.

## L'Hongjiaquan di Lin Shirong (Lam Sai-wing)
Maestro di kung fu di questo secolo, durante la sua anzianità egli ebbe una profonda ispirazione che lo portò a riesaminare tutto il repertorio dello stile apportandovi numerose modifiche ed eliminando tutto ciò che era “inadatto” ai tempi moderni, questa è stata probabilmente la causa che ha originato numerose differenze tecniche tra le varie scuole di Hung Gar.
Lam ha reso il kung fu accessibile a tutti, aprendo le porte dell'insegnamento mentre, come sappiamo, per generazioni si era trasmesso solo all'interno dello stesso nucleo familiare. Per facilitarne la diffusione pubblicò anche tre volumi sull'Hung Gar, ciò testimoniava la grande apertura mentale del maestro in accordo con i tempi e la società in fase di cambiamento.
Si ritirò dall'insegnamento del kung fu all'età di 65 anni.
Tra i suoi migliori studenti vanno ricordati Lam cho, Chan Hon-chung, Kwan Kun, Tam Chou, Tang Yee, Tang Fong, Wu Lap-fung, Wong Man-kai, Lau Cham, Kiu Kao e Wong Lee.

## Filmografia
A testimonianza della notorietà di Lin Shirong, la sua vita è stata immortalata in film e serie televisive:

### Cinema
- Zhu Rou-rong (猪肉荣), regia di Ming Chin e Po Shen-lu (1979)

- Lin Shi-rong (林世荣), regia di Yuen Wo-ping (1979)

### Televisione
- Simply Ordinary (林世榮) - serie TV (1998)